# Curion
Pour les articles homonymes, voir Caius Scribonius Curio.
Caius Scribonius Curio, dit Curion, né vers 90 av. J.-C. et mort au combat le 24 août 49 av. J.-C., est un personnage politique de la fin de la République romaine.
Membre de la jeunesse dorée de Rome et démagogue, très bon orateur, il devient l'un des favoris de la plèbe. Ami de Cicéron et partisan de Pompée, il se rallie à Jules César à partir de 50 av. J.-C. pendant son tribunat de la plèbe lorsque ce dernier honore toutes ses dettes. Il défend ses intérêts au Sénat puis est un de ses lieutenants dans la prise de contrôle de l'Italie au début de l'an 49 av. J.-C. Il est envoyé s'emparer ensuite de la Sicile puis de l'Afrique, où il meurt à la fin de l'été en combattant les ennemis de César, dans une attaque audacieuse, mourant bravement à la tête de ses hommes lors de la bataille de Bagradas.

## Biographie

### Famille
Membre de la noblesse plébéienne, il est le fils de Caius Scribonius Curio, célèbre orateur et consul en 76 av. J.-C. Il obtient un triomphe en 71 av. J.-C. pour ses victoires sur les Dardaniens et les Mésiens lors de son proconsulat en Macédoine, de 75 av. J.-C. à 72 av. J.-C. Ami de Cicéron, il le soutient pendant la conjuration de Catilina. Il est peut-être censeur en 61 av. J.-C., avec Lucius Julius Caesar, et assure la défense de Publius Clodius Pulcher dans l'affaire des mystères de la Bona Dea. Devenu un adversaire de Jules César, il écrira un dialogue politique contre lui. Il meurt en l'an 53 av. J.-C.

### Jeunesse
Il n'est pas un partisan de César dans sa jeunesse. Il s'oppose en effet à la législation de celui-ci lors de son consulat en 59 av. J.-C.. À l'instar de son père, il se lie d'amitié avec Cicéron, qui fonde ses espoirs de renouveau sur de nouveaux hommes politiques respectueux des institutions républicaines traditionnelles,, et est reconnu comme étant un bon orateur.
Pline l'Ancien attribue l'invention de l'amphithéâtre à Curion, qui a construit selon lui deux théâtres de bois que l'on fait pivoter pour ne former qu'un seul anneau avec une piste circulaire. Il construit cet édifice extravagant hors les murs en l'an 52 av. J.-C.<, à l'occasion des jeux funèbres en l'honneur de son père, y dépensant une fortune. Il devient alors le « nouveau favori de la plèbe » mais il se couvre de dettes. Il prend la place de Publius Clodius Pulcher dans le cœur de la population, ce dernier ayant été assassiné au début de l'année, et il épouse aussi la veuve de Clodius, une femme de pouvoir, Fulvie, dont il a peut-être une fille. Jean-Michel Roddaz le décrit comme étant « sans fortune, brillant bon à rien, un ingénieux criminel issu de la jeunesse dorée de Rome ».
Le jeune Marc Antoine tombe vraisemblablement sous sa dépendance. Selon Plutarque, Curion l'entraîne « dans la débauche des femmes et du vin, et lui fait contracter, par des dépenses aussi folles que honteuses, des dettes beaucoup plus fortes que son âge ne le comporte ». L'ennemi d'Antoine, Cicéron, des années après la mort de Curion, est encore plus sévère sur les mœurs des deux jeunes gens dans sa deuxième Philippique, qui s'avère être un réquisitoire violent et même haineux contre Antoine, une attaque sur tous les plans, vie privée et publique, ancienne et récente : il l’accuse de débauche, de relations homosexuelles avec Curion, d’ivrognerie, de banqueroute financière, d’épousailles douteuses et de bêtise intellectuelle,, mais ses accusations doivent être prises avec beaucoup de prudence.

### Lieutenant de César
Après avoir été questeur en Asie, Curion est tribun de la plèbe en 50 av. J.-C., défendant le parti de Pompée contre celui de Jules César. Il rallie cependant le camp de César en février lorsque celui-ci honore toutes ses dettes,, feignant d'abord d'être neutre et cherchant par ses propositions législatives à rompre avec Pompée. Lors de son tribunat Curion propose une législation sur la réparation des routes, une lex alimentaria ainsi qu'un projet d'annexion du royaume de Juba Ier de Numidie,. Ces mesures populaires le rapprochent de César, qui l'a soudoyé, mais Jean-Michel Roddaz souligne qu'il est « impulsif, sans scrupules, il n'a pas de principes de morale politique et surtout aucun objectif précis [...] ce qui plaisait le plus à Curion était de n'être concerné par rien ». Malgré ses frasques passées, et même son opposition passé, César a de la sympathie pour Curion et espère pouvoir tirer parti de ses talents oratoires. Curion devient effectivement l'avocat de César au Sénat.
En décembre, Antoine est élu tribun de la plèbe pour l'année à venir, reprenant le rôle de défenseur de César dans cette magistrature comme Curion l'avait été l'année passée, ce dernier étant parti rejoindre César en Gaule. Celui-ci fait l'intermédiaire entre César et le Sénat et remet à ce dernier un message conciliant le 1er janvier 49 av. J.-C.. La proposition que les deux généraux se démettent ensemble du commandement est plutôt bien accueillie par les sénateurs, mais les consuls, ainsi que notamment Caton, s'y opposent avec virulence. Toujours par l’intermédiaire de Curion et Antoine, César tente une nouvelle proposition : il accepte de ne conserver que deux légions et le gouvernement de la Gaule cisalpine et de l’Illyrie, pourvu qu’on accepte sa candidature au consulat. Malgré la recherche d’un compromis par Cicéron, Caton refuse qu’un simple citoyen impose ses conditions à l’État, le nouveau consul Lentulus s’emporte et fait expulser du Sénat Curion, Cassius et Antoine par la force. Ces derniers quittent Rome et rejoignent César à Ravenne,.
Velleius Paterculus, sénateur et historien proche de Tibère, considère que c'est Curion qui fait échouer les conditions de paix entre Pompée et César, le décrivant comme « un homme noble, disert, audacieux, prodigue de son argent et de son honneur aussi bien que de ceux des autres ; naturellement pervers, il a une éloquence funeste à l’État. Aucune richesse, aucune passion ne pouvaient rassasier ses désirs ».
Après l'arrivée de César et de ses légions à Rome début 49 av. J.-C., Curion est l'un de ses lieutenants lors de la prise de contrôle de l'Italie. César lui attribue le titre de propréteur et le commandement de quatre légions afin qu'il s'empare de la Sicile, pour y chasser Caton, puis de l'Afrique dès que l'île sera soumise. Caton, sans soutien en Sicile, doit fuir et Curion s'empare de la province. En août, il passe en Afrique avec Asinius Pollion et Caius Caninius Rebilus. Trop confiant et tenant le gouverneur d'Afrique Publius Attius Varus en piètre estime, Curion ne prend avec lui que deux des quatre légions qu'on lui avait confiées pour cette campagne. Son armée est composée de légions composées essentiellement de clients de Lucius Domitius Ahenobarbus, le seul « Républicain » à avoir tenté de résister à César en Italie, et dont les troupes ont dû se rendre. César leur a fait prêter allégeance et les a mises sous les ordres de Curion. Malgré le fait que ces hommes se retrouvent à combattre contre les « Républicains » en Afrique, parfois contre d'anciens camarades, ils restent fidèles à Curion, qui fait parler ses talents d'orateur.

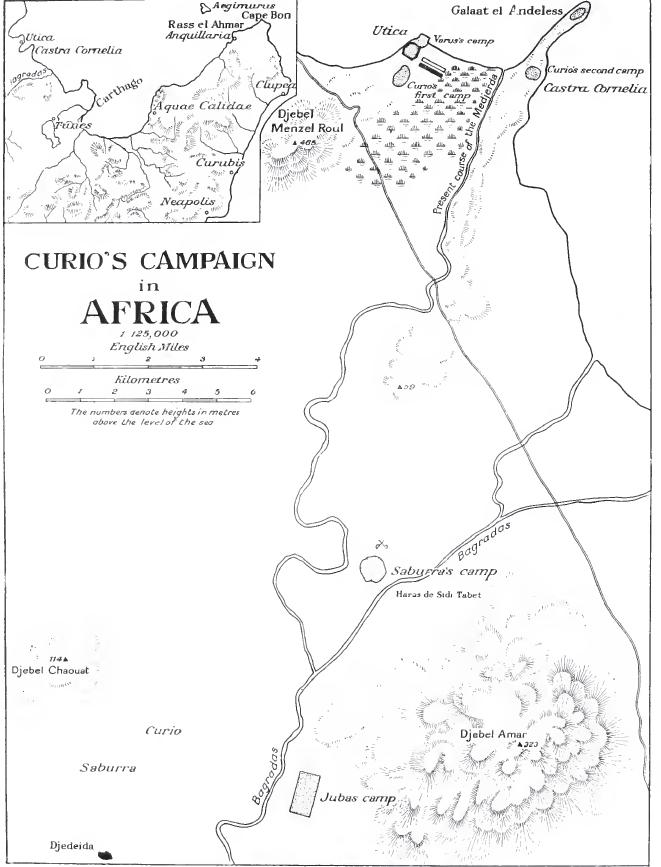
Carte de la campagne d'Afrique de Curion.

Le 20 août 49 av. J.-C., Curion mène son armée dans une attaque audacieuse et difficile, déroutant rapidement l'armée du gouverneur Varus qui est blessé,. Il met ensuite le siège devant Utique, avant de se préparer à affronter l'armée numide qui marche sur lui. Le 24 août, lors de la bataille de Bagradas, sur la rivière Bagradas près d'Utique, encouragé par ces premiers succès, Curion attaque ce qu'il croit n'être qu'un détachement de cavaliers numides de l'armée de Juba Ier de Numidie, alliés aux pompéiens. En réalité, le gros des forces de Juba est là et, après un succès initial, les soldats de Curion sont encerclés et annihilés par le chef de l'armée de Juba, Saburra, malgré une tentative insensée et présomptueuse de Curion,. Asinius Pollion a pu se retirer avec une minorité de soldats, pour se replier sur le camp d'Utique et éviter que Varus ne les prenne de revers. Curion, acculé avec les restes de sa troupe sur une colline, est tué ou se suicide dans la bataille, après avoir bravement combattu.
C'est un désastre pour les césariens, l'Afrique est perdue et seuls quelques hommes, dont Asinius Pollion et Caninius Rebilus, réussissent à s'échapper,,. Le roi Juba fait exécuter les prisonniers. Curion a commis bien des erreurs dans sa campagne, mais il est mort vaillamment à la tête de ses troupes.
Sa veuve Fulvie épousera Marc Antoine.